# XPO1
L'XPO1 (pour exportine 1), appelé aussi CRM1 (pour « chromosomal region maintenance 1 ») est une protéine agissant dans le transport nucléo-cytoplasmique. Son gène, XPO1, est situé le chromosome 2 humain.

## Rôle
Il s'agit d'une exportine permettant le transfert de certaines protéines ou molécules à travers la membrane nucléaire.

## En médecine
Cette protéine est exprimée par plusieurs tumeurs, dont le lymphome du manteau ou le myélome multiple, constituant une cible thérapeutique. Elle contribue à la résistance du myélome à un traitement par du bortézomib.
Plusieurs molécules inhibant le XPO1 sont en cours d'étude. Le sélinexor est l'une d'entre elles, utilisé dans le traitement de certains myélomes.